# Ноароотсі (півострів)
59°00′00″ пн. ш. 23°31′00″ сх. д. / 59° пн. ш. 23.516666666667° сх. д.

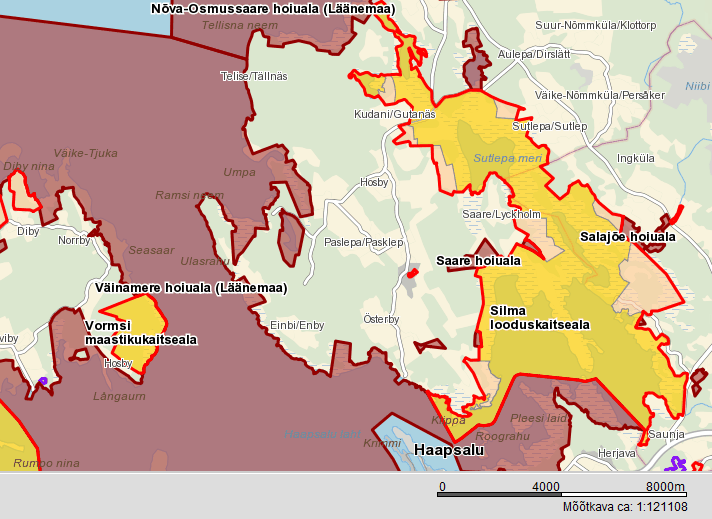
У районі, де острів Ноароотсі з'єднався з материком через лід, зараз розташований природний заповідник Сільма, утворений для захисту залишків озер та плавнів.

Ноароотсі (ест. Noarootsi) — півострів у західній частині Естонії, адміністративно належить до повіту Ляенемаа.
Історично півострів Ноароотсі був островом у Балтійському морі, проте у 19 столітті з'єднався з материком. На півострові є кілька відносно великих солонуватих озер, зокрема море Сутлепа.
Півострів Ноароотсі заходиться в прибережній зоні, де проживає етнічна група балтійські шведи. Зокрема у цій зоні також розташовані такі острови як Вормсі, Рухну та інші. Попри те, що кількість балтійських шведів і тих, хто розмовляє шведською мовою, різко зменшилася, двомовні топоніми все ще використовуються в регіоні.